# Бернардјер
Бернардјер (фр. Bernardière) насеље је и општина у западној Француској у региону Лоара, у департману Вандеја која припада префектури Ла Рош сир Јон.
По подацима из 2011. године у општини је живело 1.701 становника, а густина насељености је износила 118,95 становника/km². Општина се простире на површини од 14,3 km². Налази се на средњој надморској висини од 55 метара (максималној 76 m, а минималној 33 m).

## Демографија
| 1962. | 1968. | 1975. | 1982. | 1990. | 1999. | 2011. |
| ----- | ----- | ----- | ----- | ----- | ----- | ----- |
| 819   | 841   | 789   | 1.060 | 1.109 | 1.172 | 1.701 |

График промене броја становника у току последњих година